# Zizi Taïeb
Pour les articles homonymes, voir Taïeb.
Zizi Taïeb, de son vrai nom Léon Youda Taïeb, né le 19 septembre 1916 à Tunis et mort le 27 juillet 1988, est un nageur tunisien des années 1930 et 1940. Il est champion de France de natation en 1934.

## Biographie
Actif au sein du Maccabi sous la houlette de son entraîneur Henry Schaeffer, adepte aussi bien du papillon, du dos, de la brasse que du crawl, il participe à presque toutes les compétitions qui sont organisées en Tunisie et en Afrique du Nord.
En 1934, il devient champion de France dans la catégorie du 100 mètres crawl, alors que son frère Gilbert est champion de France de nage libre deux ans plus tard. Zizi Taïeb se qualifie également pour les Jeux olympiques d'été de 1936 en 400 mètres nage libre.
Zizi Taïeb meurt le 27 juillet 1988.